# Den Haag Zuidwest

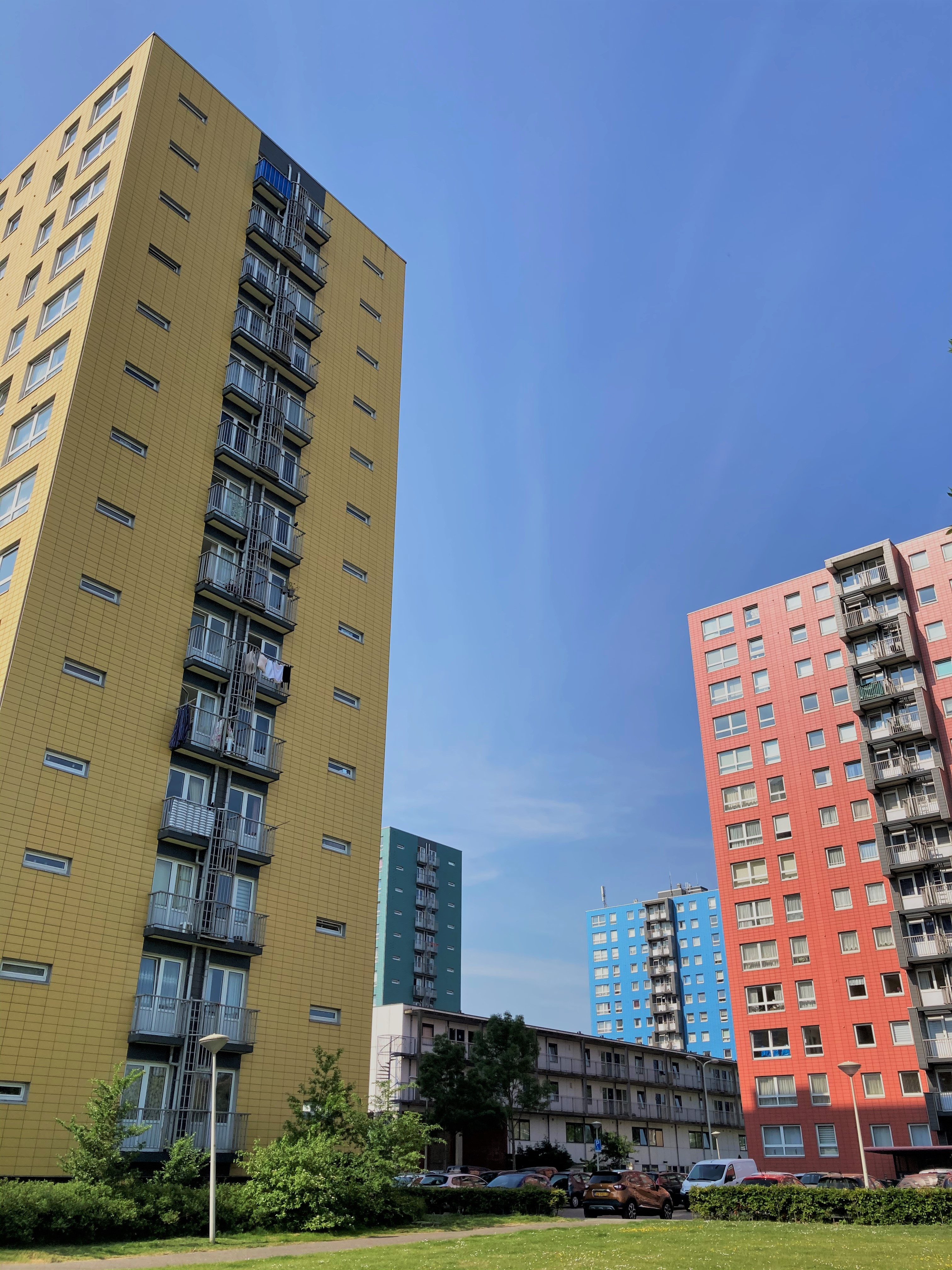
Veel flats in Zuidwest zijn 4 etages, het Drentheplantsoen vormt een uitzondering.

Den Haag Zuidwest is een gebied binnen het stadsdeel Escamp van de gemeente Den Haag, dat is aangewezen als krachtwijk. Het bestaat uit de wijken Moerwijk, Morgenstond en Bouwlust en Vrederust.
Tot 1 juli 1923 behoorde het gebied toe aan de zelfstandige gemeente Loosduinen welke gemeente op deze datum vrijwillig werd geannexeerd door Den Haag. Het gebied dat voorheen vooral uit tuinderijen bestond bevat sindsdien voornamelijk naoorlogse sociale woningbouw (4-laagse portieketagewoningen). Het onderscheidt zich hiermee van andere wijken binnen Escamp, zoals bijvoorbeeld Wateringse Veld. Centraal is de Leyweg, hier zijn o.a. een ziekenhuis, een kerk, een winkelcentrum en het stadsdeelkantoor te vinden.

## Krachtwijk
Omdat de bewoners over het algemeen een beperkt inkomen hebben en bij veel kinderen sprake is van een taalachterstand, is dit gebied aangewezen als aandachtswijk van het Rijk.
De gemeente Den Haag is sinds de jaren 2000 bezig met het opknappen van Zuidwest. Onder andere het nieuwe Stadskantoor Escamp moet hier aan bijdragen.

## Naamgeving
Alhoewel het gebied in het zuidoosten van Den Haag ligt, wordt het zowel ambtelijk als in de volksmond Den Haag Zuidwest genoemd. De reden hiervan is dat deze streek op de kaart van Den Haag linksonder ligt, hetgeen overeenkomt het het zuidwesten van een kompas. De Haagse kaart is echter een kwartslag gedraaid, omdat de kust (westen) altijd aan de bovenkant wordt weergegeven.
Archipelbuurt ·
Belgisch Park ·
Benoordenhout ·
Bezuidenhout ·
Binckhorst ·
Bohemen en Meer en Bos ·
Bomen- en Bloemenbuurt ·
Bouwlust en Vrederust ·
Centrum ·
Duindorp ·
Duinoord ·
Forepark ·
Geuzen- en Statenkwartier ·
Groente- en Fruitmarkt ·
Haagse Bos ·
Hoornwijk ·
Kijkduin en Ockenburgh ·
Kraayenstein ·
Laakkwartier en Spoorwijk ·
Leidschenveen ·
Leyenburg ·
Loosduinen ·
Mariahoeve en Marlot ·
Moerwijk ·
Morgenstond ·
Oostduinen ·
Regentessekwartier ·
Rustenburg en Oostbroek ·
Scheveningen ·
Schilderswijk ·
Stationsbuurt ·
Transvaalkwartier ·
Valkenboskwartier ·
Van Stolkpark en Scheveningse Bosjes ·
Vogelwijk ·
Vruchtenbuurt ·
Waldeck ·
Wateringse Veld ·
Westbroekpark en Duttendel ·
Willemspark ·
Ypenburg ·
Zeeheldenkwartier ·
Zorgvliet ·
Zuiderpark